# 敬畏
敬畏（awe），意指在面對權威、莊嚴或崇高事物時所產生的情緒，帶有恐懼、尊敬及驚奇的感受。
孔子说：“君子有三畏：畏天命，畏大人．畏圣人之言。”。朱熹说：“然敬有甚物，只如畏字相似，不是块然兀坐，耳无闻目无见，全不省事之谓，只收敛身心，整齐纯一，不恁地放纵，便是敬。”
汉语《辞源》没有收录“敬畏”一词，疑似现代复合词。《简明汉英词典》与“敬畏”相对应的英文词汇是、四个词汇，例如： 
英文钦定版圣经：“The fear of the LORD is the beginning of wisdom.”《箴言》第9章第10节参。
英文钦定版圣经：“Wherefore we receiving a kingdom which cannot be moved, let us have grace, whereby we may serve God acceptably with reverence and godly fear。”《希伯來書》第12章第28节参。